# Guadiamar
El Guadiamar és un riu que discorre pel sud de la península Ibèrica, concretament per la província de Sevilla. El Guadiamar és l'últim dels grans afluents que rep el riu Guadalquivir pel marge dret, abans de la desembocadura a l'oceà Atlàntic.

## Geografia
El Guadiamar neix a la Sierra Morena, prop del municipi d'El Castillo de las Guardas, passa després pels termes municipals de Gerena, Sanlúcar la Mayor, Olivares, Benacazón, Aznalcázar, on hi ha el famós gual de Quema, pel qual milers de pelegrins creuen el riu cada any durant la romeria del Rocío, i acaba unint-se al riu Guadalquivir a l'altura del municipi d'Isla Mayor prop del Parc Nacional de Doñana.
La conca del Guadiamar es pot dividir en tres grans àrees d'acord amb els components paisatgístics. En primer lloc Sierra Morena, la més al nord, dominada per deveses d'alzines combinades amb zones de pastures i matollar i completat amb repoblacions de pins i eucaliptus. En segon lloc, entre Sierra Morena i la maresma, el riu recorre una gran extensió plana o suaument ondulada que conforma el camp i la comarca de l'Aljarafe, que té com a elements més característics els olivers i els cultius herbacis, finalment més al sud, es troben els aiguamolls. Els seus principals afluents són el riu Agrio i el rierol Ardachón.

### Desastre ecològic d'Aznalcóllar
El 1998 el riu Guadiamar va ser escenari d'una de les catàstrofes ambientals més importants d'Espanya: el trencament d'una bassa de residus a la mina de pirita d'Aznalcóllar va produir l'abocament al riu de sis milions de tones de fang tòxic i aigües àcides, riques en zinc i arsènic. Aquest episodi va arribar a afectar el Parc Nacional de Doñana i per reduir.ne l'afectació es van construir tres dics amb què es va desviar la llera del riu Guadiamar. Els treballs per retirar el fang i netejar les terres contaminades van durar més de tres anys. Un cop retirats els llots contaminats i netejada la zona es va expropiar part dels terrenys afectats per l'abocament per a protegir-lo mitjançant la figura ambiental del Corredor Verd del Guadiamar. La recuperació de la zona va anar a càrrec del Consell Superior d'Investigacions Científiques. L'empresa Boliden AB, propietària de la mina, va abandonar poc després l'explotació.
Al corredor ecològic format pel riu Guadiamar es poden trobar mamífers com el senglar, el cérvol, la geneta, la mangosta, el teixó, la fagina, la llúdriga, el turó i el gat salvatge europeu. La presència d'aquests mamífers és més freqüent a les zones amb més cobertura arbustiva, mentre que es redueix en zones amb terres de cultiu gestionades de manera intensiva i en zones amb més activitat humana.